# БелАЗ-540
БелАЗ-540 — радянський кар'єрний самоскид Білоруського автомобільного заводу. 

## Історія та опис
У 1960 році Білоруський автомобільний завод в місті Жодіно почав роботу над новим кар'єрним самоскидом, який повинен був стати заміною моделі МАЗ-525, що випускалася на той час на підприємстві. Дослідний зразок вантажівки-самоскида БелАЗ-540, який став першою самостійною розробкою заводу, був випущений в 1961 році. 

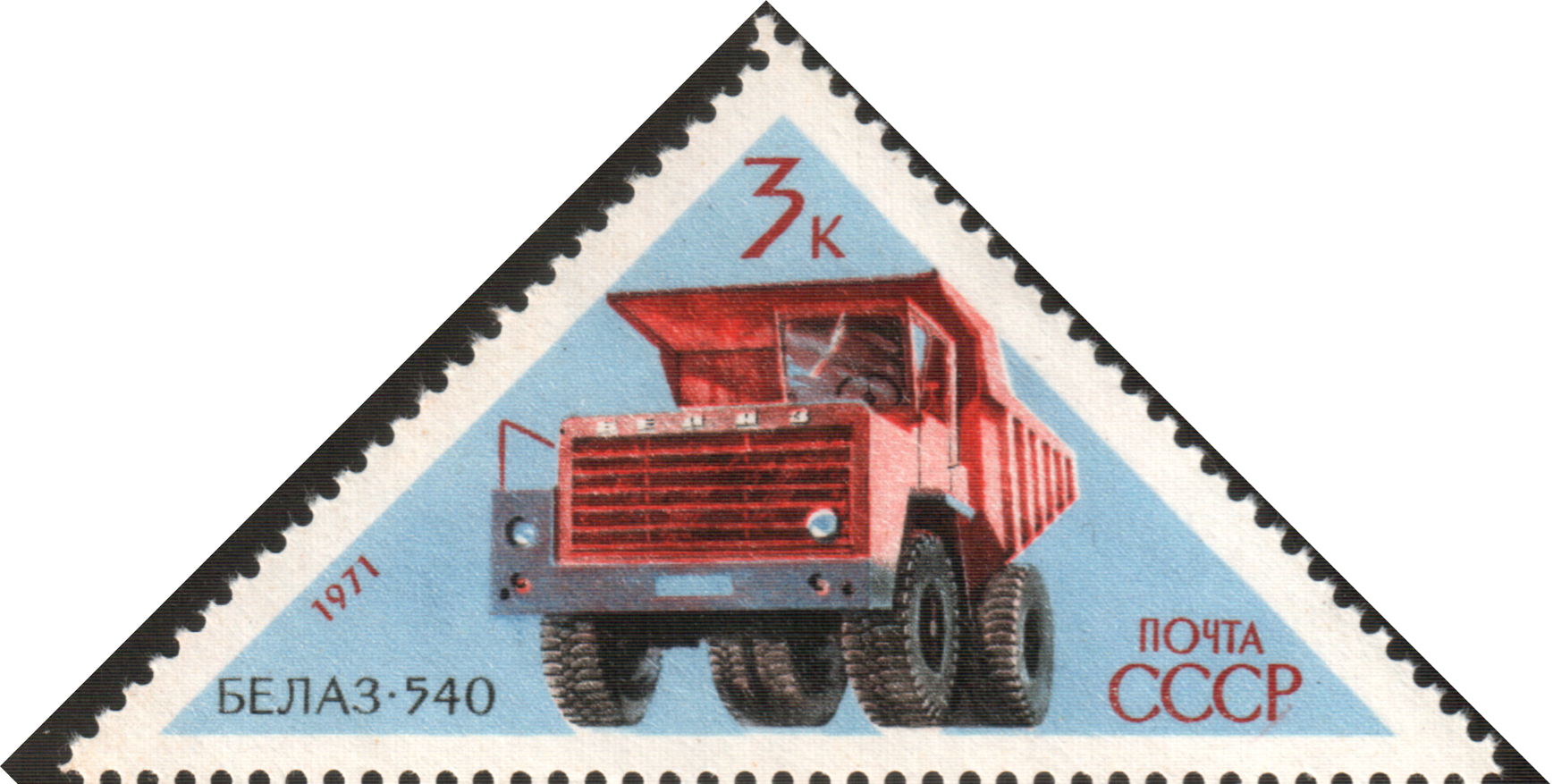
БелАЗ-540 на поштовій марці

У серійний випуск машини почався в 1965 році. БелАЗ-540 був призначений для роботи в комплексі з екскаваторами, які мають ємність ковша не більше 6 м³.
Кар'єрний самоскид БелАЗ-540 мав вантажопідйомність 27 тонн. Він також мав кілька оригінальних конструктивних рішень, наприклад, одномісну зміщену кабіну та гідропневматичну підвіску, вперше у радянському автопромі, що забезпечувала добру плавність ходу незалежно від завантаження. 
Спочатку на БелАЗ-540 встановлювався дванадцятициліндровий дизельний двигун Д-12А об'ємом 38,9 літра та потужністю 375 к. с. у поєднанні з триступеневою гідропневматичною трансмісією. 
У 1967 році розпочався випуск модернізованої моделі БелАЗ-540А, з більш сучасним дизельним дванадцатіциліндровим двигуном ЯМЗ-240, що мав 360 к.с.
Також БелАЗ-540 випускався у модифікаціях: 540 (базова), 540В (у складі автопотягу, 45 т), 540С (північний), 540Т (тропічний експортний). Також на базі БелАЗ-540 був створений вуглевоз БелАЗ-7510 у 60-70-х роках, геометрична ємність кузова у якого була збільшена з 15 до 19 м³.
Виробництво моделі 540 тривало до 1975 року. За цей час було випущено близько 25 тисяч таких автомобілів.